# Episodi di Benvenuti al Wayne (seconda stagione)
La seconda stagione della serie animata Benvenuti al Wayne, composta da 10 episodi, è stata trasmessa in Africa e in Turchia, da Nickelodeon, dal 17 settembre al 28 settembre 2018 e negli Stati Uniti, da Nicktoons, dal 3 maggio al 31 maggio 2019.
In Italia la stagione è stata trasmessa dal 17 dicembre al 21 dicembre 2018 su Nickelodeon.
| nº | Titolo originale                               | Titolo italiano                  | Prima TV originale | Prima TV Italia  |
| -- | ---------------------------------------------- | -------------------------------- | ------------------ | ---------------- |
| 1  | We're Gonna Need a Bigger Cup                  | Ci serve un bicchiere più grande | 17 settembre 2018  | 17 dicembre 2018 |
| 2  | Welcome to the Wassermans                      | La cacciatrice di licantropi     | 18 settembre 2018  | 17 dicembre 2018 |
| 3  | An Olly-Day Miracle!                           | Olly                             | 19 settembre 2018  | 18 dicembre 2018 |
| 4  | That's Squidjit Bowling                        |                                  | 20 settembre 2018  | 18 dicembre 2018 |
| 5  | We're the Wayniacs                             |                                  | 21 settembre 2018  | 19 dicembre 2018 |
| 6  | Curious Brains of the Brain                    |                                  | 24 settembre 2018  | 19 dicembre 2018 |
| 7  | Wiles Styles You Over                          |                                  | 25 settembre 2018  | 20 dicembre 2018 |
| 8  | The Best Buddy I Never Had                     |                                  | 26 settembre 2018  | 20 dicembre 2018 |
| 9  | Some Sort of Bad Luck Curse                    |                                  | 27 settembre 2018  | 21 dicembre 2018 |
| 10 | Whoever Controls the Wayne, Controls the World |                                  | 28 settembre 2018  | 21 dicembre 2018 |

## Ci serve un bicchiere più grande
- Titolo originale: We're Gonna Need a Bigger Cup
- Diretto da: Tahir Rana
- Scritto da: Adam Cohen e Michael Pecoriello